# Haus Sülz
Das Haus Sülz (auch: Burg Sülz) ist ein früheres befestigtes Haus in Nordrhein-Westfalen. Es gehört zur Stadt Lohmar und befindet sich im Rhein-Sieg-Kreis. Die ehemalige Wasserburg steht im Talgrund der Sülz, auf einer Höhe von 70 m ü. NHN zwischen den Ortsteilen Lohmar-Donrath und Rösrath-Rambrücken.

## Geschichte
Erstmals schriftlich erwähnt wird der frühere Rittersitz, dessen Gründung wohl auf die Zeit um 700 n. Chr. zurückgeht, in einer Urkunde des Erzbischofs Anno II. von 1075; er zählt damit zu den ältesten Adelssitzen auf dem rechtsrheinischen Gebiet des ehemaligen Siegkreises. Das Anwesen gehörte in den Jahren zuvor dem Pfalzgrafen, war aber von ihm nach 1064 der neu gegründeten Abtei Siegburg geschenkt worden, die es für mehr als drei Jahrhunderte besaß. Zwischen 1396 und 1401 gelangte die Familie Staël von Holstein, die ihren Stammsitz auf Burg Holstein bei Nümbrecht hatte, an Burg Sülz, wie aus der 1585 erfolgten Beglaubigung einer Urkunde vom 24. August 1401 hervorgeht. Erster Eigentümer war der Bergische Erbhofmeister und Ritter Wilhelm Staël von Holstein, Herr von Eulenbroich; über die folgenden Jahrhunderte gehörten sein Sohn Wilhelm, dessen Halbbruder Dietrich Staël von Holstein (für 1476 dokumentiert), dessen Sohn Wilhelm (für 1486 dokumentiert) und Johan Stayll als sein Sohn und Erbe sowie schließlich Wilhelm Staël, Amtmann zu Wesseling (für 1528 dokumentiert), zu den Herren auf Haus Sülz. Mit dem letztgenannten starb der männliche Stamm der Familie aus.

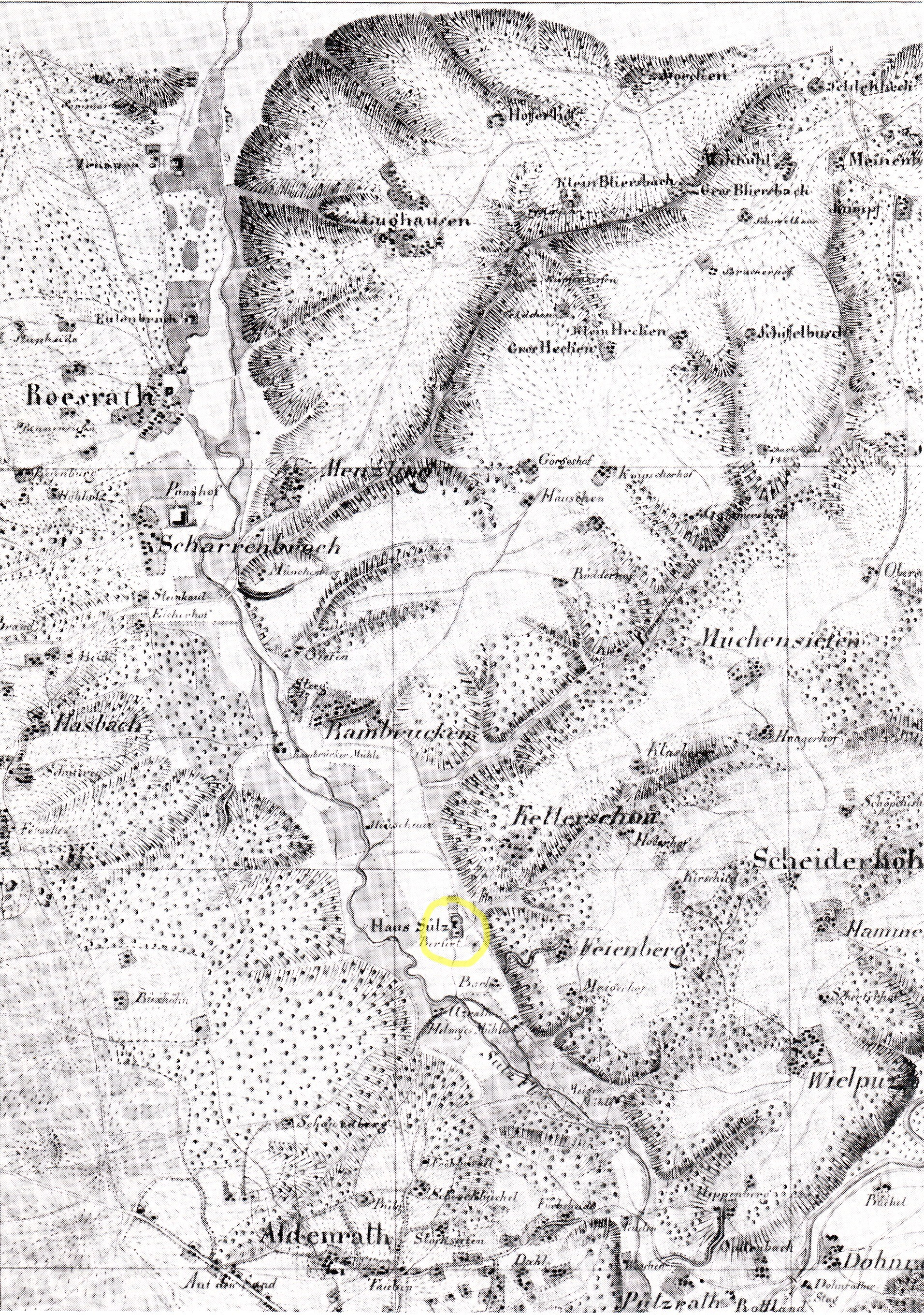
Haus Sülz auf der Tranchot-v. Müfflingschen Landesaufnahme von 1817

Mitte des 16. Jahrhunderts erbte Wilhelms Neffe Adolf von Bellinghausen aus dem Adelsgeschlecht derer von Bellinghausen das Anwesen, das jedoch mit der Heirat seiner Tochter Helene schon 1582 an die Familie von Zweiffel fiel, die auch Besitzerin der Burg Wissem in Troisdorf war. 1641 heiratete Helene von Zweiffel den kaiserlichen Obristen und kurkölnischen Geheimrat Reinart von Hillen zu Helden und wohnte mit ihm bis 1670 auf Haus Sülz. Deren Urenkel aus dem Adelsgeschlecht derer von Bolandt verkauften 1766 das Anwesen an Johann Paul La Valette St. George, der das mittelalterliche Burghaus und die Vorburg abbrechen ließ, um neue, repräsentative Gebäude zu errichten. Verwirklicht wurde jedoch nur der südwestliche Flügel mit der Tordurchfahrt und einem dreigeschossigen Eckturm. Schon vor 1827 verkaufte die Familie das Gut mit insgesamt 701 Morgen Land an den Dürener Fabrikanten Leopold Schoeller; zu dieser Zeit lebten auf Haus Sülz 23 Personen an zwei Feuerstellen (1829), 1840 waren es noch 12 (eine Feuerstelle) und 1872 neun Personen in einer Haushaltung. 1885 hatte Sülz ein Wohngebäude und zehn Bewohner. Vor 1900 wurde der Besitz an die Familie Linden von Haus Venauen weiterveräußert.

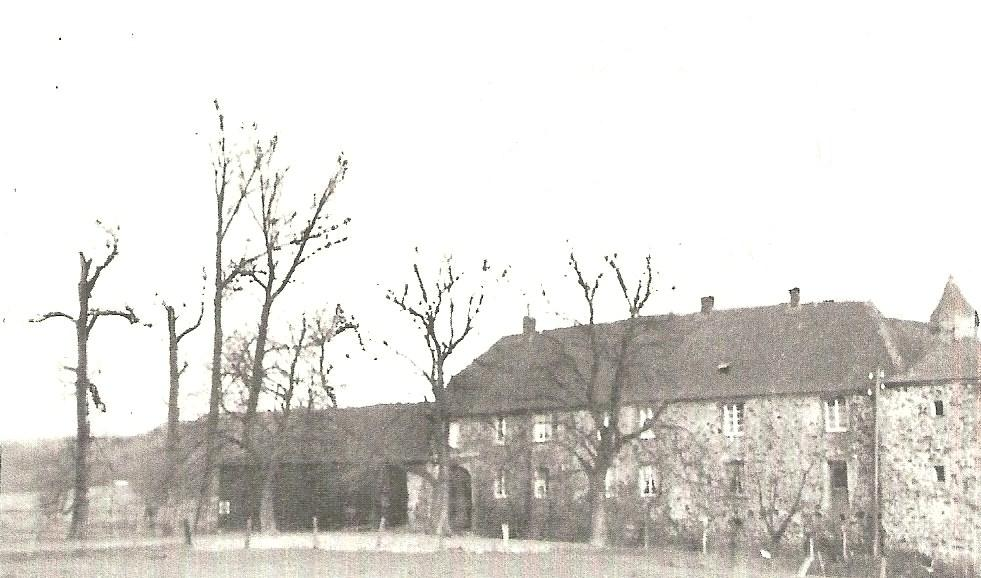
Burg Sülz

1935 wechselte der Besitz von Graf Waldenberg zu Balthasar und Hans Menzen. Hans Menzen erbaute im Stil der rechten Vorburg den linken, heute unter Denkmalschutz stehenden, Gebäudeteil einschließlich Torbogen und Eckturm (Nordwestflügel) mit dahinterliegendem Wirtschaftsteil. 1960 wurde der Besitz an Josef Jockram veräußert.

## Anlage

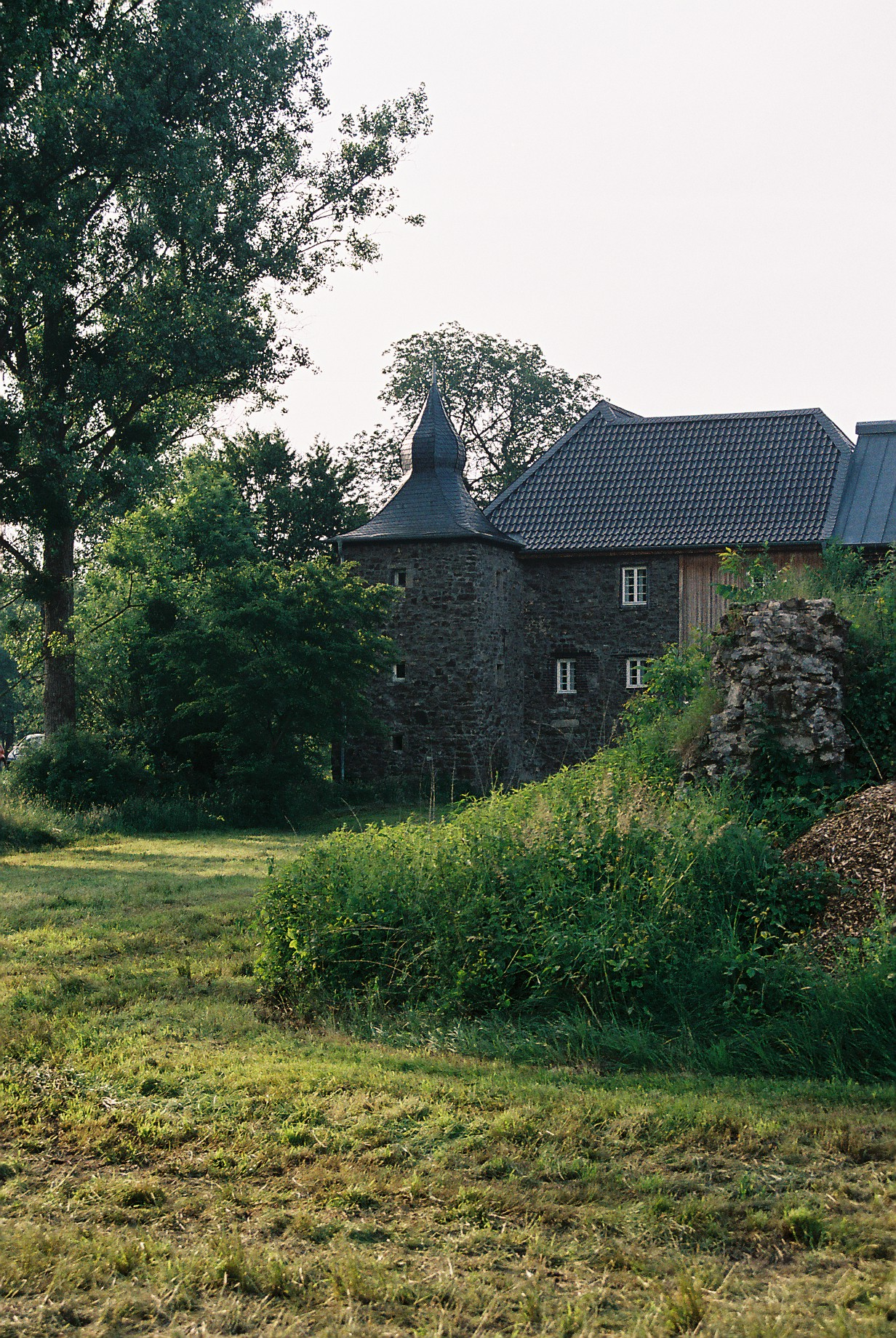
Blick von Süden, im Vordergrund der einzige sichtbare Mauerrest der ursprünglichen Hauptburg

Auf dem Gelände der ehemaligen Vorburg befinden sich heute die im 18. Jahrhundert errichteten Bauten aus Bruchstein, die um 1936 durch den Nordwestflügel ergänzt wurden. Die Südwestfront wird von zwei Ecktürmen mit Zwiebelhauben flankiert. Die rot-weißen Schlagläden auf der Straßenseite bilden einen altertümelnden Kontrast zu den im Innenhof in jüngster Zeit angefügten modernen Zweckbauten.
Südöstlich der etwa rechteckigen Anlage, weniger als 100 Meter entfernt, finden sich in einem stark überwucherten Brachgelände die wenigen Mauerreste der Hauptburg.
Die gesamte Anlage kann nur von außen besichtigt werden.